# Bythiospeum gloriae
Bythiospeum gloriae là một loài ốc nước ngọt rất nhỏ, động vật thân mềm chân bụng có mài trong họ Hydrobiidae.